# Guerrero kommun, Chihuahua
Guerrero är en kommun i Mexiko.   Den ligger i delstaten Chihuahua, i den nordvästra delen av landet, 1 300 km nordväst om huvudstaden Mexico City. Antalet invånare är 39 626. Arean är 5 604 kvadratkilometer.
Terrängen i Guerrero är kuperad.
Följande samhällen finns i Guerrero:
- La Junta
- Ignacio Zaragoza
- Sáenz
- Boquilla y Anexas
- Arisiachi
- Santa Rosa de Arisiachi
- Miñaca
- Temechi
- Calera
- Barrio de San José
- Cieneguita
- Nogal y Anexas
- Pahuirachi
- Rancho Carpio
- Cojahuachi
- Carichí
- Río Verde
- Jesús Lugo
- La Tena de Arriba
- La Nopalera
- Cuevecillas
- Agua Caliente de Arisiachi
- Rancho Blanco